# Vladimir Bělousov
Vladimir Pavlovič Bělousov (Влади́мир Па́влович Белоу́сов, * 14. července 1946 Vsevoložsk) je bývalý sovětský skokan na lyžích, člen klubu SKA Leningrad. Na Zimních olympijských hrách 1968 v Grenoblu obsadil 8. místo na středním můstku a vyhrál soutěž na velkém můstku, v níž těsně porazil Jiřího Rašku. Stal se tak jediným skokanským olympijským vítězem v historii, pocházejícím ze Sovětského svazu nebo jeho nástupnických států (přitom na mistrovství SSSR konaném před olympiádou skončil až na šestnáctém místě). Vyhrál Holmenkollenský lyžařský festival v letech 1968 a 1970, byl šestý v celkovém hodnocení turné čtyř můstků 1968/69 stejně jako na mistrovství světa v klasickém lyžování 1970 na středním můstku. Absolvoval armádní tělovýchovný institut a působil jako trenér a funkcionář. Získal titul zasloužilý mistr sportu SSSR, medaili Za vynikající práci a Řád přátelství.